# Atlantis (Sun Ra)
Atlantis è un album discografico del musicista jazz statunitense Sun Ra e della sua Astro-Infinity Arkestra, pubblicato nel 1969 dalla El Saturn Records.

## Il disco
Il disco contiene la massiccia presenza dello "Strumento Solare Sonico", un organo Hohner. Una delle quattro tracce originariamente presenti sulla prima facciata dell'LP in vinile è stata sostituita da una differente nella ristampa del 1973, sebbene utilizzando lo stesso titolo Yucatan. Entrambi i pezzi sono stati inclusi nelle successive ristampe in CD dell'album.
La title track occupa l'intera seconda facciata del disco ed è considerata brano esemplare delle performance di Sun Ra negli anni settanta. La traccia venne registrata durante un'esibizione in concerto del 1967 all'Olatunji Center of African Culture di New York.

## Tracce

### LP Vinile 12"
Lato A
1. Mu – 4:30
2. Lemuria – 5:02
3. Yucatan (*) – 5:27
4. Bimini – 5:45

Lato B
1. Atlantis – 21:51

(*) Il brano Yucatan dura 5:27 minuti nella versione pubblicata dalla El Saturn Records, mentre dura 3:38 minuti in quella pubblicata dalla Impulse! Records.

## Formazione
Musicisti
- Sun Ra - organo "solare sonico", "strumenti solari sonici"
- John Gilmore - sax tenore, percussioni
- Pat Patrick - sax baritono, flauto
- Marshall Allen - sax alto, oboe
- Danny Thompson - sax alto, flauto
- Bob Barry - batteria
- Wayne Harris - tromba
- Ebah - tromba
- Carl Nimrod - batteria "spaziale"
- James Jacson - batteria
- Robert Cummins - clarinetto basso
- Danny Davis - sax alto
- Ali Harsan - trombone

Produzione
- Ihnfinity Inc. & Alton Abraham - produzione